# Liste des places de Paris
Pour les articles homonymes, voir Place de Paris.

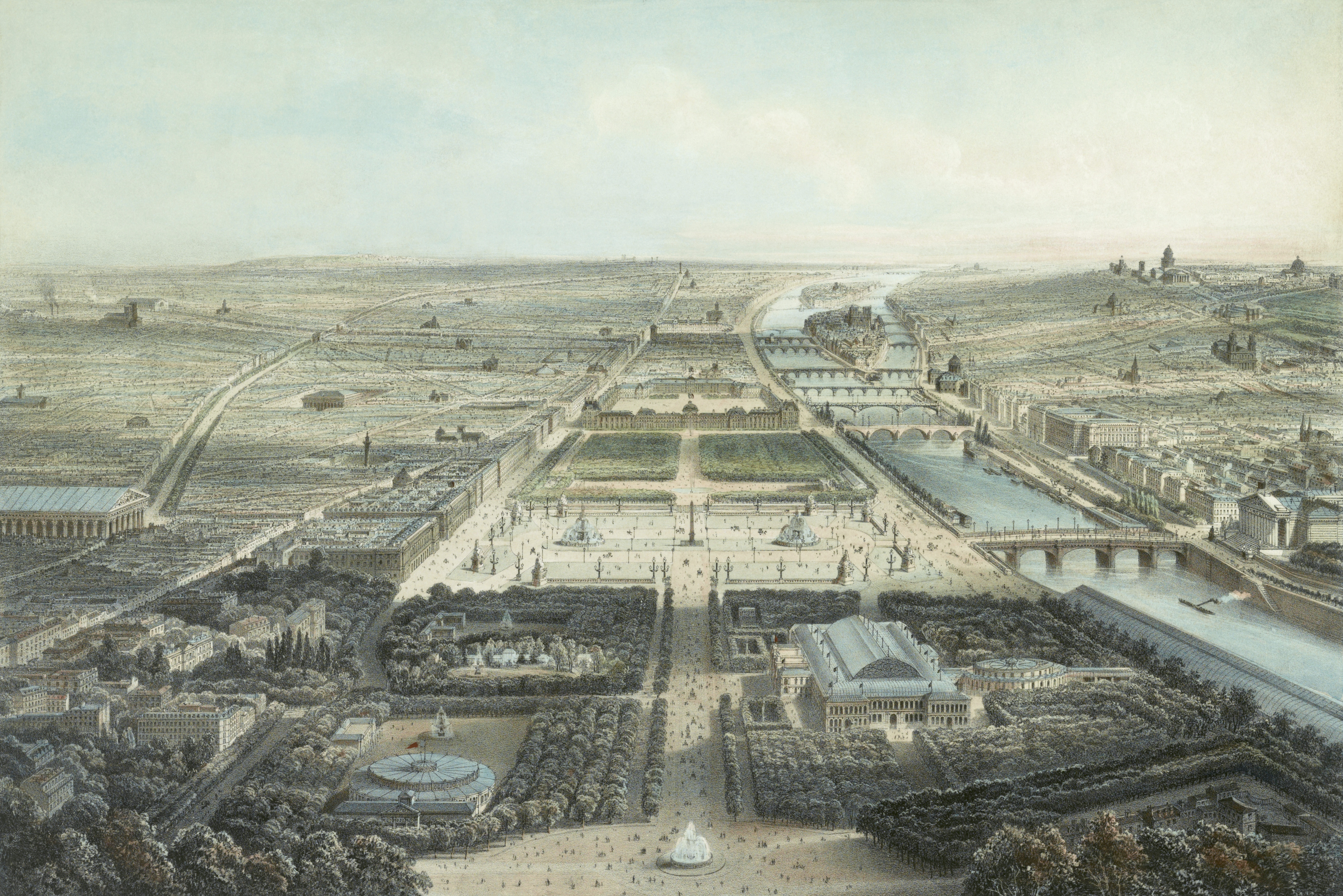
Vue générale de Paris avant 1870.

Cet article recense les places de Paris, en France.

## Statistiques
Au 24 février 2011, la ville de Paris comptait 479 places.
Alfred Fierro a observé en 1999 : 

« Les places ont notamment proliféré de façon excessive, souvent réduites à des dimensions ridicules, à quelques mètres carrés […], alors que Merruau (1862) avait, à juste titre, recommandé de n’attribuer le nom de place qu’à un emplacement considérable entièrement distinct des voies publiques aboutissantes ».

## Liste
- Haut – A
- B
- C
- D
- E
- F
- G
- H
- I
- J
- K
- L
- M
- N
- O
- P
- Q
- R
- S
- T
- U
- V
- W
- X
- Y
- Z
- 0-9

### A
- Place de l'Abbé-Basset
- Place de l'Abbé-Franz-Stock
- Place de l'Abbé-Georges-Hénocque
- Place de l'Abbé-Jean-Lebeuf
- Place des Abbesses
- Parvis Abdelkader-Mesli
- Place d'Acadie
- Place de l'Adjudant-Vincenot
- Place Adolphe-Chérioux
- Place Adolphe-Max
- Place Adrien-Oudin
- Place Ady-et-Gilberte-Steg
- Place Aimé-Maillart
- Place Alain-Goldmann
- Parvis Alan-Turing
- Place Albert-Cohen
- Place Albert-Kahn
- Place Albert-Londres
- Place Albert-Memmi
- Place Alfred-Dreyfus
- Place Alfred-Kastler
- Place Alfred-Sauvy
- Place Alice-Guy
- Place Alice-Mathieu-Dubois
- Place d'Aligre
- Place d'Alleray
- Place de l'Alma
- Place des Alpes
- Place Alphonse-Allais
- Place Alphonse-Deville
- Place Alphonse-Humbert
- Place Alphonse-Laveran
- Place Ambroise-Croizat
- Place Amédée-Gordini
- Place Aminadabu-Birara
- Place de l'Amiral-de-Grasse
- Place de l'Amphithéâtre
- Carrefour des Anciens-Combattants
- Place d'Andorre
- Place André-Breton
- Place André-Honnorat
- Place André-Malraux
- Place André-Masson
- Place André-Tardieu
- Place André-et-Françoise-Trannoy
- Place André-Zirnheld
- Place Angélique-du-Coudray
- Place Anne-Marie-Carrière
- Place des Antilles
- Place Antoine-Furetière
- Place d'Anvers
- Place Anny-Flore
- Place de l'Argonne
- Place Arnault-Tzanck
- Place Artemisia-Gentileschi
- Place de l'Assommoir
- Place Athanase-Bassinet
- Place August-Strindberg
- Place Augusta-Holmes
- Place Auguste-Baron
- Place Auguste-Métivier
- Place Aurélie-Nemours

### B
- Place Balard
- Place de Barcelone
- Place de la Bastille
- Place de la Bataille-de-Stalingrad
- Place du Bataillon-du-Pacifique
- Place du Bataillon-Français-de-l'ONU-en-Corée
- Place Baudoyer
- Carrefour de Beauté
- Place Beauvau
- Place des Beaux-Sons
- Place Benjamin-Fondane
- Place de la Bergère-d'Ivry
- Place Bernard-Halpern
- Place Bernard-Lazare
- Place de Beyrouth
- Place Bienvenüe
- Place Bilal-Berreni
- Place de Bitche
- Place Blanche
- Place Blanche-Lefebvre
- Belvédère de la Bohème
- Place Boieldieu
- Place de Bolivie
- Place Boulnois
- Place de la Bourse
- Carrefour du Bout-des-Lacs
- Place de Brazzaville
- Place du Brésil
- Place de Breteuil
- Place de Budapest

### C
- Place du Caire
- Place du Calvaire
- Place Cambronne
- Place Camille-Claudel
- Place Camille-Jullian
- Place du Canada
- Place du Cardinal-Amette
- Place du Cardinal-Lavigerie
- Place Carmen
- Place Carrée
- Place du Carrousel
- Place Casadesus
- Carrefour des Cascades
- Place de Catalogne
- Place Cécile-Brunschvicg
- Place du Chancelier-Adenauer
- Place de la Chapelle
- Place Charles-Bernard
- Place Charles-de-Gaulle
- Place Charles-Dullin
- Place Charles-Fillion
- Place Charles-Garnier
- Place Charles-Michels
- Place Charles-Tillon
- Place Charles-Vallin
- Place Chassaigne-Goyon
- Place du Château-Rouge
- Place du Châtelet
- Place Chavarche-et-Arpik-Missakian
- Place Cheikha-Remitti
- Place des Chibanis-et-des-Chibanias
- Place Chopin
- Place des Cinq-Martyrs-du-Lycée-Buffon
- Parvis Claire-Heyman-et-Maria-Errazuriz
- Place Claude-Bourdet
- Placette Claude-Bouvelle
- Place Claude-François
- Belvédère Claude-Gérard-Marcus
- Place Claude-Goasguen
- Place Claude-Moncorgé
- Place Claude-Nougaro
- Place Claude-Sautet
- Place Clemenceau
- Place Clément-Ader
- Place de Clichy
- Place Colette
- Place de Colombie
- Place du Colonel-Bourgoin
- Place du Colonel-Fabien
- Place Coluche
- Place des Combattantes-et-Combattants-du-Sida
- Place des Combattants-en-Afrique-du-Nord
- Place du Commerce
- Place de la Commune-de-Paris
- Place du Comtat-Venaissin
- Place de la Concorde
- Carrefour de la Conservation
- Place Constantin-Brancusi
- Place Constantin-Pecqueur
- Place de la Contrescarpe
- Place de Costa-Rica
- Carrefour de la Croix-Catelan

### D
- Place Dalida
- Place Daniel-Iffla-Osiris
- Place Darno-Maffini
- Place Dauphine
- Place Denfert-Rochereau
- Place Denys-Cochin
- Place des Deux-Écus
- Place Diaghilev
- Place Diana
- Place Django-Reinhardt
- Place Do-Huu-Vi
- Place du Docteur-Alfred-Fournier
- Place du Docteur-Antoine-Béclère
- Place du Docteur-Félix-Lobligeois
- Place du Docteur-Hayem
- Place du Docteur-Navarre
- Place du Docteur-Paul-Michaux
- Place du Docteur-Yersin
- Place des Droits-de-l'Enfant
- Place de Dublin
- Place Dulcie-September
- Place Dupleix

### E
- Place de l'École
- Place de l'École-Militaire
- Place de l'Édit-de-Nantes
- Place Édith-Piaf
- Place Édith-Thomas
- Place Edmond-Michelet
- Place Edmond-Rostand
- Place Édouard-Renard
- Place Édouard-VII
- Place Edwige-Feuillère
- Place de l'Église-d'Auteuil
- Place de l'Église-de-l'Assomption
- Place El Salvador
- Place Élisabeth-Dmitrieff
- Parvis Élise-et-Célestin-Freinet
- Place des Émeutes-de-Stonewall
- Place Émile-Goudeau
- Place Émile-Landrin
- Place Émile-Mâle
- Place de l'Émir-Abdelkader
- Place Emmanuel-Levinas
- Place Ernest-Denis
- Place de l'Escadrille-Normandie-Niemen
- Place d'Estienne-d'Orves
- Place de l'Estrapade
- Place des États-Unis
- Place Étienne-Pernet
- Place Eugène-Claudius-Petit
- Place de l'Europe - Simone Veil

### F
- Place Falguière
- Place Farhat-Hached
- Place Félix-Éboué
- Place Ferdinand-Brunot
- Carrefour de la Ferme-de-la-Faisanderie
- Place Fernand-Forest
- Place Fernand-Mourlot
- Place des Fêtes
- Place de Finlande
- Place Flora-Tristan
- Place de Flore
- Place de la Fontaine-aux-Lions
- Place de la Fontaine-Timbaud
- Place de Fontenoy - UNESCO
- Place Francis-Poulenc
- Place François-Ier
- Place François-Béranger
- Place Françoise-Dorin
- Place Françoise-Dorléac
- Place Franz-Liszt
- Place Fréhel
- Place Furstemberg

### G
- Place Gabriel-García-Márquez
- Place Gabriel-Kaspereit
- Place Gabriel-Péri
- Place Gaillon
- Place Gambetta
- Place Ganda-Fadiga
- Place Garbis-Aprikian
- Place de la Garenne
- Place du Général-Beuret
- Place du Général-Brocard
- Place du Général-Catroux
- Place du Général-Cochet
- Place du Général-Gouraud
- Place du Général-Ingold
- Carrefour du Général-Jacques-Pâris-de-Bollardière
- Place du Général-Kœnig
- Place du Général-Monclar
- Place du Général-Patton
- Place du Général-Stefanik
- Place du Général-Teissier-de-Marguerittes
- Place des Généraux-de-Trentinian
- Place Geneviève-de-Gaulle-Anthonioz
- Place Georges-Berry
- Place Georges-Enesco
- Place Georges-Guillaumin
- Place Georges-Moustaki
- Place Georges-Mulot
- Place Georges-Pompidou
- Place Gérard-Oury
- Place Gertrude-Stein
- Place Ghislaine-Dupont-Claude-Verlon-Camille-Lepage
- Place Gilbert-Perroy
- Place Gilbert-Privat
- Place Ginette-Hamelin
- Place Goldoni
- Place Grace-Murray-Hopper
- Place des Grès
- Place du Guatemala
- Place du Guignier
- Place Gustave-Toudouze

### H
- Place Hannah-Arendt
- Place Harvey-Milk
- Place du Havre
- Place Hébert
- Place Henri-Bergson
- Place Henri-Fiszbin
- Place Henri-Frenay
- Place Henri-Krasucki
- Place Henri-Langlois
- Place Henri-Malberg
- Place Henri-Matisse
- Place Henri-Mondor
- Place Henri-Queuille
- Place Henri-Rollet
- Place Henri-Salvador
- Place Henry-de-Montherlant
- Placette Hervé-Benessiano
- Place en Hommage-aux-Femmes-Victimes-de-Violences
- Place de l'Hôtel-de-Ville - esplanade de la Libération
- Place Hrant-Dink
- Place Hubert-Curien
- Place Hubert-Monmarché
- Place Hubertine-Auclert

### I
- Place d'Iéna
- Place Igor-Stravinsky
- Place de l'Île-de-la-Réunion
- Place de l'Île-de-Sein
- Place de l'Institut
- Place des Insurgés-de-Varsovie
- Place des Invalides
- Place d'Israël
- Place d'Italie

### J
- Place Jacob-Kaplan
- Placette Jacqueline-de-Romilly
- Place Jacqueline-François
- Place Jacques-Bainville
- Place Jacques-Bonsergent
- Place Jacques-Copeau
- Place Jacques-Debu-Bridel
- Place Jacques-Demy
- Place Jacques-Duhamel
- Place Jacques-et-Thérèse-Tréfouël
- Place Jacques-Féron
- Place Jacques-Froment
- Place Jacques-Marette
- Place Jacques-Rouché
- Place Jacques-Rueff
- Place Jan-Karski
- Place Jane-Evrard
- Place Jean-Baptiste-Clément
- Place Jean-de-Bueil
- Place Jean-Delay
- Place Jean-Ferrat
- Place Jean-Gabin
- Place Jean-Lauprêtre
- Place Jean-Lorrain
- Place Jean-Marais
- Parvis Jean-Maurice-Verdier
- Place Jean-Michel-Basquiat
- Place Jean-Monnet
- Place Jean-Paul-Sartre-et-Simone-de-Beauvoir
- Place Jean-Pierre-Lévy
- Place Jean-Pronteau
- Place Jean-Rostand
- Place Jean-Vilar
- Place Jeanne-Bohec
- Place Jeanne-d'Arc
- Place Jenny-Alpha
- Place de Jérusalem
- Place Joachim-du-Bellay
- Place Joffre
- Place Johann-Strauss
- Place de Joinville
- Place José-Marti
- Place José-Rizal
- Place Joseph-Epstein
- Place Joséphine-Baker
- Place Josette-et-Maurice-Audin
- Place Jules-Hénaffe
- Place Jules-Joffrin
- Place Jules-Renard
- Place Jules-Rimet
- Place Jules-Senard
- Place Juliette-Drouet
- Place Juliette-Gréco
- Place Jussieu
- Place Justin-Godart

### K
- Place Keith-Haring
- Place Kossuth
- Place de Kyoto

### L
- Place Lachambeaudie
- Place de la Laïcité
- Place Laurent-Terzieff-et-Pascale-de-Boysson
- Place Le Corbusier
- Place Léo-Ferré
- Place Léon-Blum
- Place Léon-Deubel
- Place Léon-Paul-Fargue
- Place Léonard-Bernstein
- Place de Lévis
- Place du Lieutenant-Henri-Karcher
- Place du Lieutenant-Stéphane-Piobetta
- Place Lili-et-Nadia-Boulanger
- Place Lino-Ventura
- Place Lise-et-Artur-London
- Carrefour de Longchamp
- Place Louis-Aragon
- Place Louis-Armand
- Place Louis-Armstrong
- Place Louis-Baillot
- Place Louis-Bernier
- Place Louis-Lépine
- Place Louis-Marin
- Place Louise-Blanquart
- Place Louise-Catherine-Breslau-et-Madeleine-Zillhardt
- Place Loulou-Gasté
- Place du Louvre
- Place Lucien-Désandré
- Place Lucien-Herr

### M
- Place de la Madeleine
- Place Madeleine-Braun
- Place Madeleine-Daniélou
- Place Madeleine-Renaud-et-Jean-Louis-Barrault
- Place Madeleine-Riffaud
- Place des Magasins-de-l'Opéra-Comique
- Place Mahmoud-Darwich
- Place du Maquis-du-Vercors
- Place Marc-Bloch
- Place Marcel-Achard
- Place Marcel-Aymé
- Place Marcel-Cerdan
- Place Marcel-Paul
- Place Marcelin-Berthelot
- Place Marcelle-Henry
- Place du Marché-Saint-Honoré
- Place du Marché-Sainte-Catherine
- Place du Maréchal-de-Lattre-de-Tassigny
- Place du Maréchal-Juin
- Place Marek-Edelman
- Place Marguerite-Porete
- Place Marguerite-de-Navarre
- Place Marie-Claude-Vaillant-Couturier-et-Pierre-Villon
- Place Marie-Dubas
- Place Marie-de-Miribel
- Place Marie-José-Nicoli
- Place Marie-Louise-Dugès-Lachapelle
- Place Marie-Madeleine-Fourcade
- Place Marielle-de-Sarnez
- Place Marlène-Dietrich
- Place du Maroc
- Place Marthe-Simard
- Place Martin-Nadaud
- Place Martine-Durlach
- Place des Martyrs-de-la-Résistance-de-la-Porte-de-Sèvres
- Place des Martyrs-Juifs-du-Vélodrome-d'Hiver
- Place Maubert
- Place Maurice-Barrès
- Place Maurice-Chevalier
- Place Maurice-Couve-de-Murville
- Place Maurice-de-Fontenay
- Parvis Maurice-Druon
- Place Maurice-Quentin
- Place Mazas
- Place Mehdi-Ben-Barka
- Place Mélina-Mercouri
- Place de Ménilmontant
- Place des Messageries-de-l'Est
- Place de Mexico
- Place Michel-Audiard
- Place Michel-Debré
- Place Michel-Petrucciani
- Place Michel-Rocard
- Place Mike-Brant
- Place Milena-Salvini
- Place Mireille
- Place Mireille-et-Jacques-Renouvin
- Place Mireille-Havet
- Place Mohamed-Bouazizi
- Place Mohamed-Lakhdar-Toumi
- Place Mohammed-V
- Place Monge
- Place Monique-Antoine
- Place Monseigneur-Loutil
- Place de la Montagne-du-Goulet
- Placette Montéhus
- Place de Moro-Giafferi
- Place du Moulin-de-Javel
- Place Moussa-et-Odette-Abadi

### N
- Place Napoléon-III
- Place de Narvik
- Place Nathalie-Lemel
- Place de la Nation
- Place Nationale
- Place Nattier
- Place du Nicaragua
- Place Nilda-Fernández
- Place Noël-Veg
- Carrefour de Norvège
- Parvis Notre-Dame - place Jean-Paul-II

### O
- Place Octave-Chanute
- Carrefour de l'Odéon
- Place de l'Odéon
- Place Olympe-de-Gouges
- Place de l'Opéra
- Place Ousmane-Sow
- Place Ovida-Delect
- Place Ozanam

### P
- Place Pablo-Picasso
- Place du Palais-Bourbon
- Place du Palais-Royal
- Place du Panthéon
- Place Pan-Yuliang
- Place du Paraguay
- Place Pasdeloup
- Place de Passy
- Place Patrice-Chéreau
- Carrefour de la Patte-d'Oie
- Place Paul-Beauregard
- Place Paul-Claudel
- Place Paul-Delouvrier
- Place Paul-Éluard
- Place Paul-Émile-Victor
- Place Paul-et-Augustine-Fiket
- Place Paul-et-Marcelle-Vergara
- Place Paul-Léautaud
- Place Paul-Painlevé
- Place Paul-Reynaud
- Place Paul-Ricœur
- Place Paul-Signac
- Place Paul-Tortelier
- Place Paul-Verlaine
- Place du Père-Chaillet
- Place du Père-Marcellin-Champagnat
- Place du Père-Teilhard-de-Chardin
- Place du Pérou[4]
- Place du Petit-Pont
- Place des Petits-Pères
- Place Philippe-de-Broca
- Place Pierre-Brisson
- Place Pierre-Dux
- Place Pierre-Kauffmann
- Place Pierre-Lafue
- Place Pierre-Lampué
- Place Pierre-Laroque
- Place Pierre-Lazareff
- Place Pierre-Mac-Orlan
- Place Pierre-Riboulet
- Place Pierre-Vaudrey
- Place Pigalle
- Patio-place Pina-Bausch
- Place Pinel
- Place du Pont-Neuf
- Place de Port-au-Prince
- Place de la Porte-d'Auteuil
- Place de la Porte-de-Bagnolet
- Place de la Porte-de-Champerret
- Place de la Porte-de-Châtillon
- Place de la Porte-de-Montreuil
- Place de la Porte-de-Pantin
- Place de la Porte-de-Passy
- Place de la Porte-de-Saint-Cloud
- Place de la Porte-de-Vanves
- Place de la Porte-de-Versailles
- Place de la Porte-Maillot
- Place de la Porte-Molitor
- Place Possoz
- Place du Préfet-Claude-Érignac
- Place du Président-Édouard-Herriot
- Place du Président-Mithouard
- Place du Professeur-Muhammad-Yunus
- Place du Professeur-Christian-Cabrol
- Place Prosper-Goubaux
- Place du Puits-de-l'Ermite
- Carrefour de la Pyramide
- Place des Pyramides

### Q
- Place du Québec

### R
- Place Raoul-Dautry
- Place Raoul-Follereau
- Place de la Reine-Astrid
- Place René-Cassin
- Place René-Char
- Place René-Laennec
- Place Renée-Vivien
- Place de la République
- Place de la République-de-l'Équateur
- Place de la République-de-Panama
- Place de la République-Dominicaine
- Place de la Résistance
- Place de la Réunion
- Place du Révérend-Père-Carré
- Place Rhin-et-Danube
- Place Richard-Baret
- Place Richard-de-Coudenhove-Kalergi
- Place de Rio-de-Janeiro
- Place Robert-Antelme
- Parvis Robert-Badinter
- Place Robert-Desnos
- Place Robert-Guillemard
- Place Robert-Verdier
- Place Rochambeau
- Place Rodin
- Place Roger-Madec
- Place Roger-Priou-Valjean
- Place Romain-Gary
- Parvis Rosa-Parks
- Place de la Rotonde
- Place de Roubaix
- Place de Rungis
- Place Rutebeuf

### S
- Parvis du Sacré-Cœur
- Place Saint-André-des-Arts
- Place Saint-Augustin
- Place Saint-Blaise
- Rond-point Saint-Charles
- Place Saint-Charles
- Place Saint-Estèphe
- Place Saint-Fargeau
- Place Saint-Ferdinand
- Place Saint-Georges
- Place Saint-Germain-des-Prés
- Place Saint-Gervais
- Place Saint-Jacques
- Place Saint-Jean
- Place Saint-Michel
- Place Saint-Pierre
- Place Saint-Sulpice
- Place Saint-Thomas-d'Aquin
- Place Sainte-Geneviève
- Place Sainte-Marthe
- Place Sainte-Opportune
- Place Salvador-Allende
- Place Sans-Nom
- Place Sarah-Monod
- Place des Saussaies
- Place de Séoul
- Place Serge-Poliakoff
- Place Shimon-Peres
- Place Simon-et-Cyla-Wiesenthal
- Place Simone-Michel-Lévy
- Place Skanderbeg
- Place Slavik
- Place Slimane-Azem
- Place de la Sorbonne
- Place Souham
- Place des Sources-du-Nord
- Place Stéphane-Hessel
- Place Stuart-Merrill
- Place Sully-Lombard
- Place Suzanne-Denglos-Fau
- Place Suzanne-Valadon
- Place de Sydney

### T
- Place Tattegrain
- Place des Ternes
- Place du Tertre
- Carrefour des Théâtres
- Place Theodor-Herzl
- Place Théodore-Chassériau
- Place Théodore-Rivière
- Place Théophile-Bader
- Place de Thorigny
- Place Tina-Turner
- Place des Tirailleurs-Sénégalais
- Place de Tokyo
- Place de Torcy
- Place Tony-Dreyfus
- Carrefour des Tribunes
- Place Tristan-Bernard
- Place du Trocadéro-et-du-11-Novembre

### U
- Place de l'Uruguay

### V
- Place de Valenciennes
- Place Valhubert
- Place de Valois
- Place de Varsovie
- Place Vauban
- Place Vendôme
- Place de Vénétie
- Place du Venezuela
- Place de Verdun
- Place des Victoires
- Place Victor-et-Hélène-Basch
- Place Victor-Hugo
- Place du Vingt-Deux-Novembre-1943
- Place des Vins-de-France
- Place Violet
- Place des Vosges

### W
- Place de Wagram
- Place Wassily-Kandinsky
- Belvédère Willy-Ronis

### Y
- Place Yvette-Vincent-Alleaume
- Place Yvon-et-Claire-Morandat

### 0-9
- Place du 8-Février-1962
- Place du 8-Novembre-1942
- Place du 11-Novembre-1918
- Place du 19-Mars-1962
- Place du 18-Juin-1940
- Place du 25-Août-1944
- Place des 44-Enfants-d'Izieu
- Parvis des 260-Enfants